# Carlo Bulterini
Carlo Bulterini (Novara, 1839 - Milà, 6 de gener de 1912) fou un tenor italià.
Va rebre formació musical sota la tutela d’Achille Graffigna. La seva trajectòria el va portar a debutar a La Scala de Milà el 1873, on va participar en l’estrena de l’òpera Fosca d’Antônio Carlos Gomes. Uns anys més tard, el 1878, va actuar al Teatre Solís de Montevideo, interpretant un paper destacat a l’estrena mundial de La Parisina, una òpera composta per Tomás Giribaldi.
Va cantar diverses temporades al Gran Teatre del Liceu de Barcelona des del 1863 al 1881.